# 宮沢りえ
宮沢 りえ（みやざわ りえ、1973年4月6日 - ）は、日本の女優、歌手。東京都練馬区出身。MOSS所属。夫は元V6のメンバーで俳優の森田剛。

## 来歴
- モデル[4]としてオフィス・メイから11歳でデビュー[5]。1985年、明星食品「チャルメラ」のCMで芸能活動を始めた。
- 1987年、初代リハウスガールを務め注目を集める。
- 1987年、母親の宮澤光子と共に個人事務所「エムツー企画」を設立。
- 1988年、映画『ぼくらの七日間戦争』[6]の主演で女優デビューを果たし、日本アカデミー賞新人賞を受賞。
- 1989年4月、フジテレビ系『青春オーロラ・スピン スワンの涙』で連続ドラマ初主演。同年9月には小室哲哉プロデュースによる『ドリームラッシュ』で歌手デビュー。同期デビューには、島崎和歌子・田村英里子・細川直美・マルシア・石原詢子らがいる。同曲で音楽番組『ザ・ベストテン』の最終回にランクインした（出演はなし）。また、カレンダーでは大胆なふんどしルックが話題を呼ぶ[1]。
- 1990年、セカンドシングル『NO TITLIST』がオリコン最高1位を獲得。同年『第41回NHK紅白歌合戦』に初出場した。
- 1991年、写真集『Santa Fe』が150万部以上のベストセラーとなる。この記録は日本における芸能人写真集の売上部数としても以後（2025年現在）も破られていない。また、写真集の世界記録を達成し、東南アジアなどで海賊版も出回った。
- 1992年10月27日、貴乃花光司との婚約を発表。当時、国民的な人気を誇っていた2人の婚約は“世紀のカップル誕生”と大きな話題となる。しかし、1993年1月27日、「人生最高のパートナーになれなかった」とコメントを発表し、わずか2か月間で婚約解消を発表[1][5]。
- 1994年、宝酒造『タカラcanチューハイ』のCMで発したセリフ「すったもんだがありました」が新語・流行語大賞の年間大賞を受賞した。
- 1995年、映画『藏』の出演が決まっていたがクランクイン直前に突如降板騒動を起こす[7]。
- 2001年、香港映画『華の愛～遊園驚夢』で第23回モスクワ国際映画祭・主演女優賞受賞。
- 2003年、『たそがれ清兵衛』に出演し、日本アカデミー賞やキネマ旬報など様々な映画賞で主演女優賞を受賞[1]。同作以降、女優としての活動の幅が広がり、本格派女優としての評価が定着しつつある[5]
- 2005年、『父と暮らせば』で再びキネマ旬報の主演女優賞を受賞。第47回ブルーリボン賞でも主演女優賞を受賞した。
- 2009年、一般人男性と結婚及び妊娠[8][9][10]、出産（いずれも詳細後述）を経て、8月に仕事復帰[11][12]。
- 2013年5月6日、天海祐希が舞台『おのれナポレオン』終了後、軽度の心筋梗塞と診断され入院したため、アルヴィーヌ役に起用される。宮沢は、この突然の代役要望を快諾したという。わずか2日間の稽古期間を置いたのち、2時間20分、台詞回しの多いアルヴィーヌ役を演じきった。
- 2014年、『MIWA』の演技に対して、第39回菊田一夫演劇賞・演劇賞を受賞。[13]
- 2014年、『ヨルタモリ』で司会に初挑戦。『紙の月』で7年ぶりに映画主演し、第27回東京国際映画祭・最優秀女優賞を受賞。日本人女優では11年ぶりの快挙となった[14]。日本アカデミー賞でも2度目となる最優秀主演女優賞を受賞した。
- 2016年、『湯を沸かすほどの熱い愛』にて3度目となる日本アカデミー賞・最優秀主演女優賞を受賞した。
- 2018年3月16日、過去に舞台『ビニールの城』で共演した森田剛と結婚したことを発表した。
- 2021年、三井のリハウスのCMに34年ぶりに出演。
- 2021年11月2日、夫である森田剛と共に新事務所「MOSS」を設立。

## 私生活
日本人の母親と、オランダ人の父親をもつハーフ。身長167cm、血液型はB型。
2009年2月13日、妊娠6か月であることを所属事務所からのFAXで発表。後日の2月20日の報道で、相手は40歳代のハワイ在住、日本人実業家で元プロサーファーであることが明らかになった。同年4月上旬に婚姻届を提出。同月2日に東京都内で挙式した。同年5月20日に第1子となる女児を出産。
2012年5月8日、一部のメディアにより離婚することが報じられ、同日に所属事務所からのFAXで離婚協議中であることを認めた。2016年3月18日に正式に離婚を発表。
2018年3月16日、森田剛と結婚（再婚）。これを報告する封書が、V6のファンクラブ会員に送付された。このときは森田が改姓し宮澤姓となっている。

## 交友関係
同時期から活躍していた後藤久美子とは、同学年ということもあって仲が良く、良きライバル関係でもあった。2015年の宮沢の舞台ロンドン公演にて後藤が公演を観覧し楽屋にも行ってハグをしている。また、大河ドラマで共演した女優の水川あさみとはお互いを名前で呼ぶ仲で、妹のように可愛がっている。母・光子と非常に仲の良かった女優の桃井かおりも宮沢がデビューする前から頻繁に宮沢宅に来て食事をしたり宮沢宅で朝までお酒を飲みそのまま仕事に行くなどしており、桃井自身もりえを可愛がっていた。その他には神田うの・鈴木京香・笑福亭鶴瓶・ビートたけし・井川遥らとも仲が良く、自身の母親からの影響か政財界から芸能界の大物まで幅広い人脈を持っている。
中でも美川憲一からは妹のようにかわいがられており、貴乃花との婚約破棄も宮沢の母の依頼を受けた美川憲一が説得したことによる。美川は当時ロサンゼルスに滞在していた宮沢に対して「あんたは背負ってるものが重すぎる。あんたも母一人子一人。(相撲部屋の)おかみさんになったら、お母さんどうするの?」と説得しつつ、破局会見当夜、宮沢の母、宮沢の相談相手だった木原光知子と共に自宅で宮沢と深夜まで過ごし、励ましていた。

## 出演

### 映画
- ぼくらの七日間戦争（1988年）[1] - 主演・中山ひとみ 役
- どっちにするの。（1989年、東宝） - 波子・パンプキン 役
- 豪姫（1992年、松竹） - 主演・豪姫 役
- エロティックな関係（1992年） -RIE　役
- 螢の光（1994年）
- 四十七人の刺客（1994年） －ヒロイン・かる 役
- 天守物語（1995年） - 亀姫 役
- 運転手の恋 The Cabbie（2000年台湾映画） - 主演・ジンウェン 役
- 釣りバカ日誌12 史上最大の有給休暇（2001年） - 木戸梢 役
- 華の愛～遊園驚夢～（遊園驚夢、Peony Pavilion、2002年日本公開、2000年香港映画、ヨン・ファン（楊凡） / 脚本・監督） - 主演・ジェイド 役、第23回モスクワ国際映画祭最優秀女優賞受賞
- うつつ（2002年） - 主演・小原幾子 役
- たそがれ清兵衛（2002年） - 主演・飯沼朋江 役
- 父と暮せば（2004年） - 主演・福吉美津江 役
- トニー滝谷（2005年） - 主演・A子（小沼英子）、B子（斉藤久子）の2役
- 阿修羅城の瞳（2005年） - 主演・つばき役
- 花よりもなほ（2006年） - 主演・おさえ 役
- オリヲン座からの招待状（2007年） - 主演・豊田トヨ 役
- 夢のまにまに（2008年） - 中埜潤子 役
- ゼラチンシルバーLOVE（2009年）
- 矢島美容室 THE MOVIE ～夢をつかまネバダ～（2010年） - 居酒屋の女将 役
- 謎解きはディナーのあとで（2013年） - 熊沢美穂 / ファントム・ソロス 役
- 魔女の宅急便（2014年3月1日） - コキリ 役
- 紙の月（2014年11月15日） - 主演・梅澤梨花 役
- トイレのピエタ（2015年6月6日） - 橋本敬子 役
- TOO YOUNG TO DIE! 若くして死ぬ（2016年6月25日） - 手塚ひろ美 役[25]
- 湯を沸かすほどの熱い愛（2016年10月29日） - 主演・双葉 役[26]
- 人間失格 太宰治と3人の女たち（2019年9月13日） - 津島美知子 役
- 日本独立（2020年12月18日） - 白洲正子 役[27]
- 決戦は日曜日（2022年1月7日公開） - 川上有美 役[28]
- アイ・アム まきもと（2022年9月30日公開） - 今江みはる 役[29]
- 月（2023年10月13日公開） - 主演・堂島洋子 役[30]

### テレビドラマ
- 追いかけたいの!（1988年、フジテレビ系）※ドラマデビュー作
- 大河ドラマ（NHK）
  - 春日局（1989年） - お初（常高院の少女期） 役
  - 太平記（1991年） - 藤夜叉 役
  - 元禄繚乱（1999年） - 瑤泉院 役
  - 武蔵 MUSASHI（2003年） - お篠 役
  - 江～姫たちの戦国～[1]（2011年） - 茶々→淀 役
  - 鎌倉殿の13人（2022年） - 牧の方 役
- 青春オーロラ・スピン スワンの涙（1989年、大映テレビ・フジテレビ系） - 主演・葉月ミカ 役
- ドラマスペシャル（NHK）緑の果て（1990年6月2日） - ノリコ 役
- オシャレ泥棒（1989年、TBS系）
- 悪魔をやっつけろ!（1990年、TBS系） - 主演・星川真希 役
- いつも誰かに恋してるッ!（1990年、フジテレビ系） - 主演・桜井理子 役
- いつか誰かと朝帰りッ!（1990年、フジテレビ系） - 主演・山ノ内理子 役
- オンナって不思議 第1話「ロストバージン」（1991年、TBS系） - 主演・南ちひろ 役
- バレンタインに何かが起こる 第1話「先生が好きなんです!」（1991年、TBS系）
- 聖夜に抱きしめて（1991年、フジテレビ系）
- 東京エレベーターガール（1992年、TBS系） - 主演・沢木つかさ 役
- 西遊記（1993年、日本テレビ系） - 主演・三蔵法師 役
- 青春牡丹燈篭（1993年、NHK）[31] - お露 役
- ドラマ結婚式場 花嫁介添人がゆく（1994年 - 1996年、関西テレビ) - 正美 役
- 北の国から'95 秘密（1995年、フジテレビ系） - 小沼シュウ 役
  - 北の国から'98 時代（1998年）
  - 北の国から2002 遺言（2002年）
- 夏の一族（1995年、NHK） - 藤田奈美 役
- 聖夜の奇跡 第3話「東京的聖誕節」（1995年12月23日、フジテレビ）
- 協奏曲（1996年、TBS系） - 榊花 役
- 三毛猫ホームズの黄昏ホテル（1998年2月21日、テレビ朝日系） - 片山晴美 役
- カミさんなんかこわくない 第4話（1998年、TBS系） - 沢村駒子 役
- 神様、もう少しだけ（1998年、フジテレビ系） - 瀧村リサ 役
- ロマンス（1999年、日本テレビ系） - 主演・倉沢みづき 役
- フードファイト（2000年、日本テレビ系） - 宮園冴香 役
- おいね 父の名はシーボルト（2000年、NHK、市川森一脚本） - 主演・楠本イネ 役
- さらば向田邦子 風立ちぬ（2001年、TBS系） - 川西はつ江 役
- 長崎ぶらぶら節（2001年、テレビ朝日系） - お雪 役
- 碧空のタンゴ～東京下町、ある職人一家の終戦～（2001年、NHK） - 山中絹子 役
- 青き復讐の花（2002年、NHK） - 青山沙希 役
- 明智小五郎対怪人二十面相（2002年8月27日、TBS系） - 吉永文代
- 血脈（2003年9月8日、テレビ東京） - 横山シナ 役
- 山本周五郎生誕百周年記念番組 初蕾（2003年12月8日、TBS系） - 主演・お民 役
- 太閤記 サルと呼ばれた男（2003年、フジテレビ系） - お市 役
- 一番大切な人は誰ですか?（2004年、日本テレビ系） - 中町東子 役
- 夏目家の食卓（2005年1月5日、TBS系） - 夏目鏡子 役
- ぶるうかなりや（2005年5月22日、WOWOW） - 大場リツ 役
- 女の一代記（2005年11月24日、フジテレビ系） - 主演・瀬戸内寂聴 役
- ブラックボード～時代と戦った教師たち～ 第1夜（2012年4月5日、TBS系） - 白濱久子 役
- プレミアムドラマ 神様のボート[32]（2013年3月、NHK BSプレミアム） - 主演・野島葉子 役
- LEADERS リーダーズ（2014年3月22日・23日、TBS系） - 東山雪乃 役
- グーグーだって猫である（2014年、WOWOW） - 主演・小島麻子 役[33]
- グーグーだって猫である2 -good good the fortune cat-（2016年、WOWOW） - 主演・小島麻子 役
- 漱石悶々 夏目漱石最後の恋 京都祇園の二十九日間（2016年12月10日、NHK BSプレミアム） - 磯田多佳 役
- きのう何食べた?正月スペシャル2020（2020年1月1日、テレビ東京） - 三谷まみ 役[34]
- ノースライト（2020年12月、全2回、NHK総合） - 村上ゆかり 役
- FM999 999WOMEN'S SONGS（2021年3月26日 - 、WOWOWオンデマンド・WOWOWプライム） - 一番目の女 役
- 真犯人フラグ（2021年10月10日 - 2022年3月13日、日本テレビ） - 相良真帆 役[35]
- 女系家族（2021年12月4日・5日、全2回、テレビ朝日） - 主演・浜田文乃 役[36]

### 配信ドラマ
- 全裸監督2（2021年6月24日、Netflix） - 高宮悦子 役
- 阿修羅のごとく（2025年1月9日、Netflix） - 三田村綱子 役[37]

### 舞台
- ジプシー（1991年）
- 海神別荘（1994年）
- 天守物語（1994年、1996年）
- ふるあめりかに袖はぬらさじ（1994年）
- 陽だまりの樹（1998年）
- 七色インコ（2000年） - 千里万里子 役
- 源氏物語（2000年） - 紫の上 役
- 透明人間の蒸気（2004年、野田秀樹作・演出）
- ロープ（2006年 - 2007年、野田秀樹作・演出）
- ドラクル-God Fearing Dracul（2007年、長塚圭史作・演出）
- 人形の家（2008年、ヘンリック・イプセン作）
- パイパー（2009年、野田秀樹作）
- ザ・キャラクター（2010年、野田秀樹作）
- 下谷万年町物語（2012年、蜷川幸雄演出）
- CBGK Premium Stage リーディングドラマ『Re:』（2012年、土田英生演出）
- THE BEE -日本語版-（2012年、野田秀樹作）
- 今ひとたびの修羅（2013年、いのうえひでのり演出）
- おのれナポレオン L'honneur de Napoléon（2013年） - アルヴィーヌ 役（天海祐希の代役）
- 盲導犬―澁澤龍彦「犬狼都市」より―（2013年、唐十郎作、蜷川幸雄演出）
- MIWA（2013年） - MIWA 役
- 火のようにさみしい姉がいて（2014年、清水邦夫作、蜷川幸雄演出） - 妻 役
- 海辺のカフカ（2014年 - 2015年、村上春樹作、フランク・ギャラティ上演台本、蜷川幸雄演出） - 佐伯・少女 役[38]
- 三人姉妹（2015年、アントン・チェーホフ作、ケラリーノ・サンドロヴィッチ上演台本・演出） - 次女マーシャ 役
- 元禄港歌～千年の恋の森～（2016年） - 初音 役[39]
- ビニールの城（2016年、唐十郎作、蜷川幸雄演出） - モモ 役[40]
- コペンハーゲン（2016年、作：マイケル・フレイン、演出：小川絵梨子） - マルグレーテ 役
- 足跡姫～時代錯誤冬幽霊（2017年、作・演出：野田秀樹） - 出雲阿国 役
- クヒオ大佐の妻（2017年、作・演出：吉田大八） - 妻 役
- ワーニャ伯父さん（2017年、アントン・チェーホフ作、ケラリーノ・サンドロヴィッチ上演台本・演出） - エレーナ 役
- 近松心中物語（2018年、作：秋元松代、演出：いのうえひでのり） - 遊女梅川 役
- スジナシBLITZシアター Vol.8 第2夜『踊るゾンビ』（2018年）
- 死と乙女（2019年、作：アリエル・ドーフマン、演出：小川絵梨子） - ポーリーナ 役
- 桜の園（2020年、作：チェーホフ、演出：ケラリーノ・サンドロヴィッチ） - シャルロッタ 役　※コロナ禍により公演中止
- アンナ・カレーニナ（2020年、原作：レフ・トルストイ、上演台本・演出：フィリップ・ブリーン） - アンナ・カレーニナ 役 ※コロナ禍により公演中止
- 泥人魚（2021年、作：唐十郎、演出：金守珍） - やすみ 役
- KERA CROSS 第5弾『骨と軽蔑』（2024年、作・演出：ケラリーノ・サンドロヴィッチ）[41]
- PARCO PRODUCE 2024 舞台『オーランド』（2024年、演出：栗山民也） - 主演・オーランド 役[42]
- そのいのち（2024年、作：佐藤二朗、演出：堤泰之） - 山田里見 役[43]
- 昭和から騒ぎ（2025年、作：ウィリアム・シェイクスピア、演出：三谷幸喜）[44]
- Bunkamura Production 2025 DISCOVER WORLD THEATRE vol.15『リア王』NINAGAWA MEMORIAL（2025年公演予定、作：ウィリアム・シェイクスピア、演出：フィリップ・ブリーン） - ゴネリル 役[45]

### 吹き替え
- ノートルダムの鐘II（2002年） - マデリン 役
- 死者の書（2005年） - 藤原南家の郎女 役
- オーシャンズ（2009年フランス映画、2010年1月22日日本公開） - 吹き替え版ナレーション
- ジャングル・ブック（2016年アメリカ映画） - ラクシャ 役[46]
- ルイスと不思議の時計（2018年10月12日） - フローレンス・ツィマーマン（ケイト・ブランシェット） 役[47]

### 劇場アニメ
- ぼくらの七日間戦争（2019年12月13日公開、ギャガ・KADOKAWA） - 中山ひとみ 役[48]
- 火の鳥 エデンの花（2023年11月3日公開、ハピネットファントム・スタジオ） - ロミ 役[49]

### 配信アニメ
- 火の鳥 エデンの宙（2023年9月13日配信、Disney+） - ロミ 役[49]

### バラエティ
- とんねるずのみなさんのおかげです（フジテレビ）
- なるほど!ザ・ワールド（フジテレビ） - 回答者として複数回出演
- ヨルタモリ（2014年10月 - 2015年9月、フジテレビ） - 司会
- 細野晴臣イエローマジックショー2（2019年1月1日、NHK BS4K／1月2日、NHK BSプレミアム）[50]

### ドキュメンタリー
- イチロー×北野武 キャッチボール - ナレーション
- 夢の扉 ～NEXT DOOR～（2004年10月 - 2007年9月、TBS） - ナレーション
- 日本遺産物語～世界遺産の伝承を解明～（2010年4月18日 - 、BSフジ） - ナレーション
- 青の宇宙史～フェルメールから北斎へ～（2013年2月1日、BS朝日） - ナレーション

### その他番組
- 24時間テレビ 「愛は地球を救う」（1989年 - 1991年、日本テレビ） - チャリティーパーソナリティー
- 野坂昭如 戦争童話集 忘れてはイケナイ物語り「年老いた雌狼と女の子の話」（1995年 - 1999年、NHK-BS2） - 語り（声の出演）
- あの空の下で：リーディングドラマ、著者・吉田修一。（2009年1・2月、ANA国際線の機内番組で放送）
- 真夏の夜の美輪明宏スペシャル（2013年8月21日、NHK）

### NHK紅白歌合戦出場歴
| 年度/放送回              | 回 | 曲目 | 出演順 | 対戦相手 |
| ------------------------ | -- | ---- | ------ | -------- |
| 1990年（平成2年）/第41回 | 初 | Game | 10/29  | 忍者     |

※出演順は「出演順/出場者数」で表す。

### ラジオ
- 宮沢りえ 気まぐれフルーツパーティー（1989年10月15日 - 1991年4月7日、ニッポン放送）

### ミュージックビデオ
- 平井堅「いつか離れる日が来ても」（2008年）

### CM
- 明星食品 『チャルメラ』（1985年）
- 不二家 『キットカット』（1985年 - 1988年）
- ケンタッキーフライドチキン（1985年 - 1987年）
- 日本コカコーラ 『コカ・コーラ』（1986年）
- 資生堂（1986年、1988年、1991年、1992年、1994年、1996年 - 1997年、2004年 - ）
  - 「遠野物語 篇」（1986年）
- 三井不動産 / 三井不動産販売→三井不動産リアルティ 『三井のリハウス』※初代リハウスガール
  - 「白鳥麗子 篇」（1987年）
  - 「リハウスって何？ 篇」、「家を売るって大変？ 篇」（2021年 - ）[51][52]
- 京セラ（1987年）
- 日立マクセル（1988年 - 1989年）
- 大塚製薬 『ポカリスエット』（1988年 - 1990年）
- アメリカ屋靴店（1989年）
- 川崎重工業（1989年 - 1992年）
- 富士通 『FM TOWNS』（1989年 - 1990年）[53]
- 日本テレコム 『0088』（1990年）
- パイオニア 『セルフィー』（1991年）
- カルビー 『ポテトチップス』（1991年）
- 新潮文庫（1991年 - 1992年）
- ダイハツ工業 『opti』（1992年）[54]
- EDWIN（1992年）
- エースコック 『スーパーカップ』、『焼豚ラーメン』（1992年）[55]
- ボーデンジャパン（1993年）
- 武田薬品工業 『アリナミンV』、『アリナミンV & V』（1992年 - 1993年）
- 宝酒造 『タカラcanチューハイ』「すったもんだがありました 篇」（1994年 - 1995年）[注釈 1]
- パルコ（2000年）
- コーセー化粧品（2001年 - 2002年）
- キリンビバレッジ（2003年）
- トヨタ自動車 『vitz』（2005年 - ）
  - 「雨の昼下がり 篇」（2005年）
  - 「パンプキン 篇」（2005年）
  - 「パーティー 篇」（2005年）
  - 「風に吹かれて 篇」（2006年）
  - 「Day Tripper 篇」（2006年）
- サントリー（2004年 - ）
  - 『伊右衛門』（2004年 - ）
  - 『伊右衛門 京都ブレンド』透きとおる、琥珀色。（2021年 - ）
  - 『特茶』（2014年）
- 味の素 『ほんだし』小春 役（2005年 - 2008年）
- そごう 心斎橋本店開店告知（2005年）
- 江崎グリコ（2006年 - ）
  - 『バンホーテン ディアカカオ』「本気のコラボ 篇」
  - 『バンホーテン ディアカカオ』「オランダ探訪 篇」
  - 『アーモンド プレミオ／ディアカカオ』「再会篇」
  - 『アーモンド プレミオ／ディアカカオ』「テスト篇」
  - 『アーモンド プレミオ／ディアカカオ』「兄妹の今篇」
  - 『アーモンド プレミオ』「新しい夢篇」
  - 『アーモンド プレミオ』「なつかしい友篇」
  - 『アーモンド プレミオ』「実写キティちゃん」
  - 『オトナグリコ』「OTONA GLICO ～25年後の磯野家～」
  - 『オトナグリコ』「アーモンドピーク 大人女子会篇」
  - 『ポッキー』「ポッキー何本分話そうかな　お泊り会」篇
  - 『ポッキー』お泊り会・11月11日ポッキー&プリッツの日
  - 『ポッキー』「何本分話そうかな 家族にありがとう」篇
  - 『ポッキー』新しい日常
- 資生堂 『AQUALABEL』（2007年 - 2009年）
  - 「楽しいぶんだけ 篇」
  - 「優しくなりたいから 篇」
  - 「弾んでる 篇」
  - 「近づきたい 篇」
  - 「カラダが知ってる 篇」
- 日立製作所 環境キャンペーン（2008年6月17日 - ）
- h&s パールのヘッドスパ（2012年 - 2013年）
- JINS JINSCLASSIC（2013年 - ）
- TSUTAYA 『私は、TSUTAYA。』（2013年 - ）
  - 「アプリ 篇」（2013年）
  - 「死んじゃう 篇」（2013年）
  - 「奪われたくない 篇」（2013年）
  - 「探しに出かける旅 篇」（2013年）
- 積水ハウス（2015年）※ナレーションを担当
- B'z『NEW LOVE』（2019年）※ナレーションを担当

## ディスコグラフィ

### シングル
| 枚           | 発売日          | 曲順        | タイトル             | 作詞                                   | 作曲                             | 編曲                 | 規格        | 規格品番            | 備考                                                                                                  |
| CBS・ソニー  | CBS・ソニー     | CBS・ソニー | CBS・ソニー          | CBS・ソニー                            | CBS・ソニー                      | CBS・ソニー          | CBS・ソニー | CBS・ソニー         | CBS・ソニー                                                                                           |
| ------------ | --------------- | ----------- | -------------------- | -------------------------------------- | -------------------------------- | -------------------- | ----------- | ------------------- | --- |
| 1st          | 1989年 9月15日  | A面         | ドリームラッシュ     | 川村真澄                               | 小室哲哉                         | 小室哲哉・久保こーじ | EP8cmCD     | XDSH-9323708EH-3666 | プロデュースは小室哲哉。 ギターでB'zの松本孝弘が参加している。                                        |
| 1st          | 1989年 9月15日  | B面         | 秘密がいっぱい       | 川村真澄                               | 小室哲哉                         | 佐藤準               | EP8cmCD     | XDSH-9323708EH-3666 | プロデュースは小室哲哉。 ギターでB'zの松本孝弘が参加している。                                        |
| 2nd          | 1990年 2月15日  | 01          | NO TITLIST           | 川村真澄                               | 小室哲哉                         | 小室哲哉             | 8cmCD       | CSSL-3054           | プロデュースは小室哲哉。 自身が主演したフジテレビ系ドラマ「いつも誰かに恋してるッ」主題歌。           |
| 2nd          | 1990年 2月15日  | 02          | SHOOTING STAR        | 麻生圭子                               | 佐藤準                           | 山本健司             | 8cmCD       | CSSL-3054           | プロデュースは小室哲哉。 自身が主演したフジテレビ系ドラマ「いつも誰かに恋してるッ」主題歌。           |
| 3rd          | 1990年 10月1日  | 01          | Game                 | John Lennon David Bowie C.Alomar I.Toi | John Lennon David Bowie C.Alomar | Bobby Watson         | 8cmCD       | CSDL-3172           | デヴィッド・ボウイ「Fame」のカバー。 自身が主演したフジテレビ系ドラマ「いつか誰かと朝帰りッ」主題歌。 |
| 3rd          | 1990年 10月1日  | 02          | Sunshine Boy         | 糸井重里                               | Julia                            | Bobby Watson         | 8cmCD       | CSDL-3172           | デヴィッド・ボウイ「Fame」のカバー。 自身が主演したフジテレビ系ドラマ「いつか誰かと朝帰りッ」主題歌。 |
| Sony Records |                 |             |                      |                                        |                                  |                      |             |                     | |
| 4th          | 1991年 11月21日 | 01          | Sweet X'mas Kiss     | F.Bernard R.Smith 糸井重里             | F.Bernard R.Smith                | 難波正司             | 8cmCD       | SRDL-3404           | |
| 4th          | 1991年 11月21日 | 02          | クリスマスイブは嫌い | 糸井重里                               | 山田直毅                         | 難波正司             | 8cmCD       | SRDL-3404           | |
| 5th          | 1992年 2月14日  | 01          | 心から好き           | Kikuji                                 | 山田直毅                         | 難波正司             | 8cmCD       | SRDL-3434           | 自身が主演したTBS系ドラマ「東京エレベーターガール」主題歌。 サックスで伊東たけしが参加。              |
| 5th          | 1992年 2月14日  | 02          | TSUKASA'S DREAM      | 難波正司                               | 難波正司                         | 難波正司             | 8cmCD       | SRDL-3434           | 自身が主演したTBS系ドラマ「東京エレベーターガール」主題歌。 サックスで伊東たけしが参加。              |
| 6th          | 1993年 5月21日  | 01          | 赤い花               | 市川武也                               | 市川武也                         | 白井良明             | 8cmCD       | SRDL-3658           | |
| 6th          | 1993年 5月21日  | 02          | My Kick Heart        | 中澤城一                               | 小室哲哉                         | 小室哲哉・COZY       | 8cmCD       | SRDL-3658           | |
| 7th          | 1993年 10月1日  | 01          | ボーイフレンド       | 甲本ヒロト                             | 甲本ヒロト                       | THE BLUE HEARTS      | 8cmCD       | SRDL-3737           | THE BLUE HEARTSが演奏で参加。                                                                         |
| 7th          | 1993年 10月1日  | 02          | 恋が命中             | 甲本ヒロト                             | 甲本ヒロト                       | 松本晃彦             | 8cmCD       | SRDL-3737           | THE BLUE HEARTSが演奏で参加。                                                                         |

## 写真集
- Pour Amitie（1989年）
- Quelle Surprise（1989年）
- Rie Miyazawa（FRAGILE）（1990年）
- Santa Fe（1991年）
- Santa Fe New Edition（1999年）
- 伊藤佐智子×宮沢りえ STYLE BOOK（2005年）

## 受賞歴
映画
- 1988年度
  - 第43回毎日映画コンクール スポニチグランプリ 新人賞（『ぼくらの七日間戦争』）
  - 第12回日本アカデミー賞 新人俳優賞（『ぼくらの七日間戦争』）[63]
  - 第3回高崎映画祭 ベストアイドル賞（『ぼくらの七日間戦争』）
- 1989年度
  - 第2回日刊スポーツ映画大賞・石原裕次郎賞 新人賞（『どっちにするの。』）
- 2001年度
  - 第23回モスクワ国際映画祭 主演女優賞（『華の愛～遊園驚夢～』）
- 2002年度
  - 第27回報知映画賞 主演女優賞（『たそがれ清兵衛』）
  - 第15回日刊スポーツ映画大賞 助演女優賞（『たそがれ清兵衛』）[64]
  - 第76回キネマ旬報ベスト・テン 主演女優賞（『たそがれ清兵衛』『うつつ』）
  - 第45回ブルーリボン賞 助演女優賞（『たそがれ清兵衛』）
  - 第57回毎日映画コンクール 女優助演賞（『たそがれ清兵衛』『うつつ』）
  - 第12回東京スポーツ映画大賞 主演女優賞（『たそがれ清兵衛』）[65]
  - 第26回日本アカデミー賞 最優秀主演女優賞（『たそがれ清兵衛』）[66]
  - 第12回日本映画批評家大賞 主演女優賞[67]
- 2004年度
  - 第28回山路ふみこ映画賞 女優賞（『父と暮せば』）[68]
  - 第78回キネマ旬報ベスト・テン 主演女優賞（『父と暮せば』）
  - 第47回ブルーリボン賞 主演女優賞（『父と暮せば』）
- 2006年度
  - 第1回アジア・フィルム・アワード 主演女優賞ノミネート（『花よりもなほ』）
- 2007年度
  - 第31回日本アカデミー賞 優秀主演女優賞（『オリヲン座からの招待状』）[69]
- 2014年度
  - 第27回東京国際映画祭 最優秀女優賞（『紙の月』）[70]
  - 第38回山路ふみ子映画賞 女優賞（『紙の月』）[71]
  - 第39回報知映画賞 主演女優賞（『紙の月』）
  - 第27回日刊スポーツ映画大賞 主演女優賞（『紙の月』）
  - 第36回ヨコハマ映画祭 主演女優賞（『紙の月』）
  - 第24回東京スポーツ映画大賞 主演女優賞（『紙の月』）[72]
  - 第38回日本アカデミー賞 最優秀主演女優賞（『紙の月』）
  - 第9回アジア・フィルム・アワード 主演女優賞ノミネート（『紙の月』）
- 2016年度
  - 第41回報知映画賞 主演女優賞（『湯を沸かすほどの熱い愛』）[73]
  - 第29回日刊スポーツ映画大賞・石原裕次郎賞 主演女優賞（『湯を沸かすほどの熱い愛』）[74]
  - 第31回高崎映画祭 最優秀主演女優賞（『湯を沸かすほどの熱い愛』）
  - 第90回キネマ旬報ベスト・テン 主演女優賞（『湯を沸かすほどの熱い愛』）[75]
  - 第26回東京スポーツ映画大賞 主演女優賞（『湯を沸かすほどの熱い愛』）[76]
  - 第40回日本アカデミー賞 最優秀主演女優賞（『湯を沸かすほどの熱い愛』）[77][78]
  - 第26回日本映画批評家大賞 主演女優賞（『湯を沸かすほどの熱い愛』）[79]
- 2019年度
  - 第43回日本アカデミー賞 優秀主演女優賞（『人間失格 太宰治と3人の女たち』）[80]

テレビドラマ
- 2003年度
  - 第12回橋田賞（『初蕾』）[81]
- 2014年度
  - 第41回放送文化基金賞 演技賞（『グーグーだって猫である』）[82]

舞台
- 2004年度
  - 第12回読売演劇大賞 最優秀女優賞（『透明人間の蒸気』）
- 2006年度
  - 第41回紀伊國屋演劇賞 個人賞（『ロープ』）
- 2008年度
  - 第16回読売演劇大賞 最優秀女優賞（『人形の家』）
- 2013年度
  - 第39回菊田一夫演劇賞 演劇賞（『MIWA』）
- 2017年度
  - 第25回読売演劇大賞 大賞 / 最優秀女優賞（『足跡姫～時代錯誤冬幽霊～』『クヒオ大佐の妻』『ワーニャ伯父さん』）[83][84]

その他
- 文化庁2004年度芸術選奨 文部科学大臣賞
- 2004年第21回DTCダイヤモンド・パーソナリティ賞
- 2005年第45回ACC CM FESTIVAL 演技賞（サントリー「伊右衛門」・資生堂「フィーノ」）
- 2010年東スポ創刊50周年特別賞
- 第43回ベストドレッサー賞 芸能部門[85]